# Plaćenici
Plaćenici su osobe koje sudjeluju u oružanom sukobu, ali koje nisu državljani strane u sukobu, nego su "motivirani za sudjelovanje u neprijateljstvima isključivo željom za privatnu korist, te im je obećala, strana ili u ime strane u sukobu, materijalna naknada znatno veća od one koja se isplaćuje borcima slične funkcije u oružanim snagama te strane. Profesionalni pripadnici regularne vojske ne smatraju se plaćenicima iako za svoju službu oni dobivaju novčanu nagradu. Kao rezultat pretpostavke da je plaćenik motiviran isključivo novcem, pojam "plaćenik" obično nosi negativne konotacije, iako to može biti kompliment u nekim kontekstima.
Povijest plaćeništva je stara gotovo koliko i povijest ratovanja. Plaćenici su se borili u gotovo svim ratovima od Antičkog svijeta, pa preko Tridesetogodišnjeg rata sve do današnjih dana.
Danas plaćeničke poslove obavljaju privatne vojne tvrtke (eng. Private military company - PMC) ili plaćeničke tvrtke (eng. Mercenary company)  koje pružaju usluge vojne i zaštitarske sigurnosti, obuke vojnika, davanja logističkih podataka i dr. PMC radi zajedno s vojskom dok se njegovi zaposlenici (plaćenici) smatraju civilima te ne podliježu vojnom sudu.
Tako primjerice američki State Department zapošljava nekoliko privatnih vojnih tvrtki za omogućavanje podrške američkim vojnim snagama u opasnim zonama Iraka i Afganistana. S druge strane, kompanija Blackwater Security je zadužena za sigurnost američkog diplomatskog osoblja u Iraku.
Neke od PMC tvrtki koje je javnost identificirala da su tijekom 1990-ih radile plaćeničke poslove su:
- Executive Outcomes – Angola, Sijera Leone te druge lokacije diljem svijeta.
- Sandline International – Papua Nova Gvineja i Sijera Leone.
- Gurkha Security Guards – Sierra Leone.
- DynCorp International – Bosna, Somalija, Angola, Haiti, Kolumbija, Kosovo i Kuvajt dok su i dalje aktivni u Afganistanu.

## Francuska Legija stranaca
Francuska Legija stranaca je jedinstvena vojna postrojba čiji su pripadnici stranci koji se bore za Francusku ali nisu plaćenici (iako ih mediji pogrešno opisuju kao takve) jer su u sastavu francuskih oružanih snaga. Prema riječima Andyja Robertshawa, kustosa Kraljevskog muzeja logističkog korpusa: "Plaćenici ako su spremni raditi za najboljeg ponuđača mogli bi vas izdati, morali ste biti veoma oprezni s njima, no Legija je nacionalna jedinica koja služi naciji i nemogu samo tako raditi za onoga tko najviše nudi".

## Primjeri plaćenika
- u doba ratnog vihora u Kini (prva polovica 20. stoljeća) su se borili mnogi američki i engleski plaćenici. Među poznatijima su Homer Lea, Philo Norton McGriffin,[2] Morris Cohen i Francis Arthur Sutton.[3]
- kroz prve faze 2. kinesko-japanskog rata za kinesko ratno zrakoplovstvo su služili strani vojni piloti okupljeni u poznatom 14. eskadronu. Piloti su bili zaduženi za lake bombarderske zadaće te su bili aktivni tijekom veljače i ožujka 1938. godine.[4]
- tijekom Nigerijskog građanskog rata (1967. – 1970.) na strani Biafre su se borili plaćenici u sklopu četvrte komandoske brigade.[5] Ostali plaćenici su stigli u Biafru zrakoplovom kao npr. Heinrich Wartski poznat i kao Henry Wharton zajedno s vojnom opremom.[6]
- obje zaraćene strane su u Eritrejsko-etiopskom ratu (1998. – 2000.) unajmljivale plaćenike. Vjeruje se da su ruski plaćenici letjeli za ratna zrakoplovstva obiju strana.[7][8]
- Muammar al-Gaddafi je tijekom građanskog rata u Libiji 2011. navodno koristio plaćeničke vojnike, uključujući i Tuarege iz različitih zemalja u Africi.[9] Mnogi od njih bili su članovi Islamske legije, pan-arapske paravojne formacije koju je osnovao sam Gaddafi 1972.[10] Prema informacijama, regrutirano je 800 vojnika iz Malija, Nigera, Alžira, Gane i Burkine Faso. Također, na Gaddafijevojh strani se borio i manji broj plaćenika iz istočne Europe.[11] Većina izvora je upućivala na srpske vojne veterane, uključujući snajperiste, pilote i helikopterske eksperte.[12][13][14] Iako je srpska Vlada poricala uključenost vlastitih vojnika u libijskom ratu, njezine izjave su demantirale snage pobunjenika koji su zarobili pet srpskih plaćenika u Tripoliju[15] i kasnije nekoliko njih tijekom druge bitke za Bengazi.[16] S druge strane, anti-Gadafijeve snage su koristile usluge plaćenika iz Velike Britanije, Francuske, Turske, Tunisa, Egipta i drugih zemalja.[17][18]